# Cloughton
Cloughton is een civil parish in het bestuurlijke gebied Scarborough, in het Engelse graafschap North Yorkshire met 687 inwoners.